# José Miguel Zuazu Garnica
José Zuazu Garnica (Carlos Rojas, Matanzas, Cuba, 1915 – Barcelona, 1996), pilotari, caçador i dirigent esportiu.
Es va aficionar a la pilota basca mentre era estudiant dels Jesuïtes a Tudela. Va practicar també el futbol i l'atletisme durant l'etapa en la qual va estudiar Dret a Salamanca, però va ser la pilota la que més el va enganxar, especialment la modalitat de pala, que va seguir jugant a Madrid, on va viure durant uns mesos en acabar la Guerra Civil, i a Badajoz, on va ser destinat com a membre del Cos Jurídic Militar. Quan el 1944, el van destinar a Barcelona va seguir jugant especialment als frontons Novedades, Colón i Chiqui. Fou campió de Catalunya en diverses ocasions, representà Catalunya en el Campionat d'Espanya i fou dues vegades subcampió d'Espanya de pala llarga. Presidí la Federació Catalana de Pilota entre el 1953 i el 1958 i formà part de la Junta Directiva de la federació espanyola. Després de deixar la presidència de la Federació Catalana de Pilota, va ser nomenat vocal de l'Espanyola.
Aficionat a la caça menor, el 1958 entrà com a assessor jurídic de la Federació Catalana de Caça. A la meitat dels anys seixanta fou elegit president d'aquesta federació, càrrec que ocupà fins al 1974. Durant el seu mandat impulsà la caça menor amb gos, revitalitzà les societats catalanes de caça i n'augmentà el nombre de llicències. Rebé la medalla Forjador de la Història Esportiva de Catalunya el 1989.